# Вулиця Героїв Поліції (Черкаси)
Вулиця Героїв Поліції — вулиця в Черкасах.

## Розташування
Починається від вулиці Максима Залізняка і простягається на південний схід до вулиці Пастерівської.

## Опис
Вулиця вузька, не асфальтована.

## Будівлі
Вулиця забудована приватними будинками.